# Rectoria
|  | Per a altres significats, vegeu «la Rectoria». |

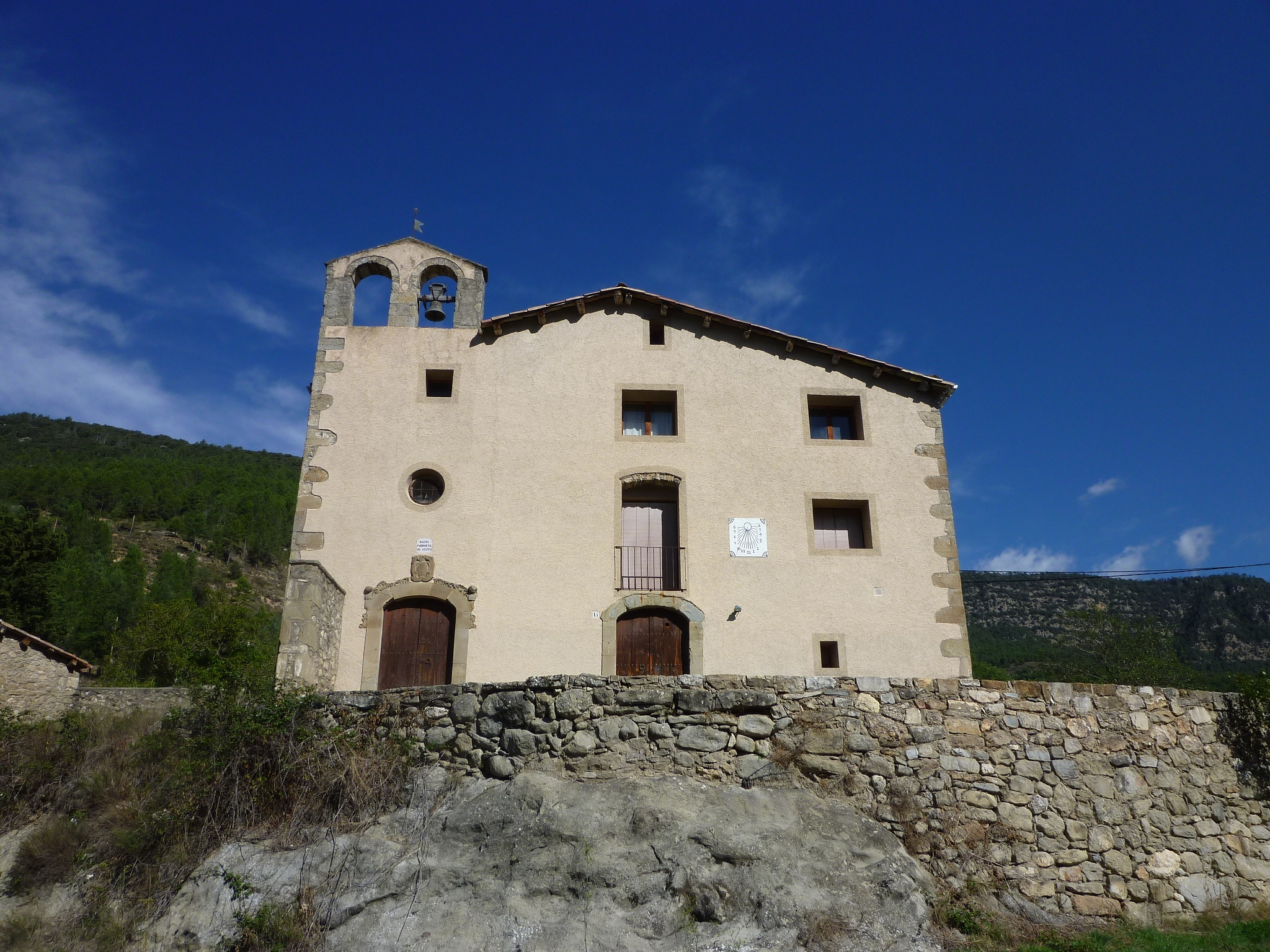
Rectoria de Castelltort adossada a l'església (Guixers - (Solsonès)

Una rectoria és la dependència o conjunt de dependències on el rector d'una parròquia té les oficines i, generalment, l'habitatge. Pot referir-se també al càrrec o la dignitat d'un rector o a una parròquia extensa, fruit d'un intent de donar servei religiós a totes les poblacions d'una zona malgrat tenir menys rectors dels que calguen: és, doncs, una agrupació de parròquies.

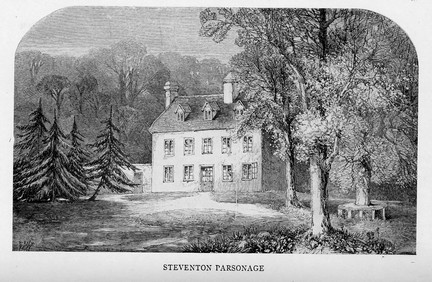
Rectoria Steventon, on va viure Jane Austen